# Списък с епизоди на „Нашествие“
Това е пълният списък с епизоди на сериала „Нашествие“ с оригиналните дати на излъчване в САЩ и България.
| Номер | Резюме | Първо излъчване в САЩ | Първо излъчване в България |
| ----- | --- | --------------------- | -------------------------- |
| 1     | Ураган наближава малък град във Флорида, оставяйки на жителите му малко време да се подготвят за него. След като преминава, се оказва, че е нанесъл сериозни щети. Най-странното нещо обаче са светлини, които сякаш падат от небето...                                                          | 21 септември 2005 г.  | 21 февруари 2007 г.        |
| 2     | Ръсел намира военен пилот, по чието тяло има много странни рани. Скоро се оказва, че шерифът Ъндърлей и Ларкин също проявяват сериозен интерес към пилота и случилото се с него. Мериъл забелязва странно нещо в раните на пилота...                                                             | 28 септември 2005 г.  | 22 февруари 2007 г.        |
| 3     | Ръсел и Мериъл трябва да се справят с инцидент, случил се със сина им. Кира се чувства виновна за него. Ларкин продължава да се опитва да разбере повече за големия интерес на военните към урагана...                                                                                           | 5 октомври 2005 г.    | 26 февруари 2007 г.        |
| 4     | Жителите на града се чудят защо са поставени под карантина и са откъснати от света. Ръсел и шериф Ъндърлей започват да издирват източника на бързо разпространяващ се вирус... | 12 октомври 2005 г.   | 27 февруари 2007 г.        |
| 5     | Семейството на колегата на Ръсел Карл е сполетяно от трагедия. Ръсел започва да подозира, че шериф Ъндърлей крие нещо. Ларкин се свързва със стар свой познат, който да ѝ помогне в разследването...                                                                                             | 19 октомври 2005 г.   | 28 февруари 2007 г.        |
| 6     | Семейство кубинци се опитва да достигне Маями. Всичко приключва, когато забелязват странните светлини във водата. На другия ден Ръсел открива един оцелял. Ларкин забелязва, че някой я следи...                                                                                                 | 26 октомври 2005 г.   | 1 март 2007 г.             |
| 7     | Ларкин претърпява катастрофа, но съдбата на детето, което носи, е неясна. Помага ѝ човек, чиито действия обаче скоро пораждат съмнения у нея. Мериъл се опитва да си оправи отношенията с Джеси.                                                                                                 | 2 ноември 2005 г.     | 5 март 2007 г.             |
| 8     | Шериф Ъндърлей издирва майка, която е изоставила детето си. Тя твърди, че това дете не е нейно. Свекърва ѝ казва, че това е внукът ѝ, а снаха ѝ Кристина се държи странно след урагана... Мериъл, която се опитва да разбере защо губи връзка с децата си, прави шокиращо откритие във водата... | 9 ноември 2005 г.     | 6 март 2007 г.             |
| 9     | Ръсел е заподозрян в двойно убийство. Ларкин започва да го проучва и се чуди кой е той всъщност. Мериъл твърди, че е видяла труп във водата и иска заливът да бъде претърсен... | 16 ноември 2005 г.    | 7 март 2007 г.             |
| 10    | След като са прочели съобщенията, двойка идва при Дейв, за да разбере какво точно знае за урагана. Шериф Ъндърлей и Сърк разкриват коя е жената в залива. Сърк има близка среща със светлините...                                                                                                | 30 ноември 2005 г.    | 8 март 2007 г.             |
| 11    | Ръсел упреква Мериъл, че се е променила. Том се опитва да помогне на Сърк да се справи с новите обстоятелства. Джеси се запознава с красиво момиче, докато е на почивка в хотел с Ларкин и Роуз.                                                                                                 | 11 януари 2006 г.     | 12 март 2007 г.            |
| 12    | | 18 януари 2006 г.     | 13 март 2007 г.            |
| 13    | | 25 януари 2006 г.     | 14 март 2007 г.            |
| 14    | | 8 февруари 2006 г.    | 15 март 2007 г.            |
| 15    | | 15 февруари 2006 г.   | 19 март 2007 г.            |
| 16    | | 8 март 2006 г.        | 20 март 2007 г.            |
| 17    | | 15 март 2006 г.       | 21 март 2007 г.            |
| 18    | | 19 април 2006 г.      | 22 март 2007 г.            |
| 19    | | 26 април 2006 г.      | 26 март 2007 г.            |
| 20    | | 3 май 2006 г.         | 27 март 2007 г.            |
| 21    | | 10 май 2006 г.        | 28 март 2007 г.            |
| 22    | | 17 май 2006 г.        | 29 март 2007 г.            |